# Nilgiri (čaj)

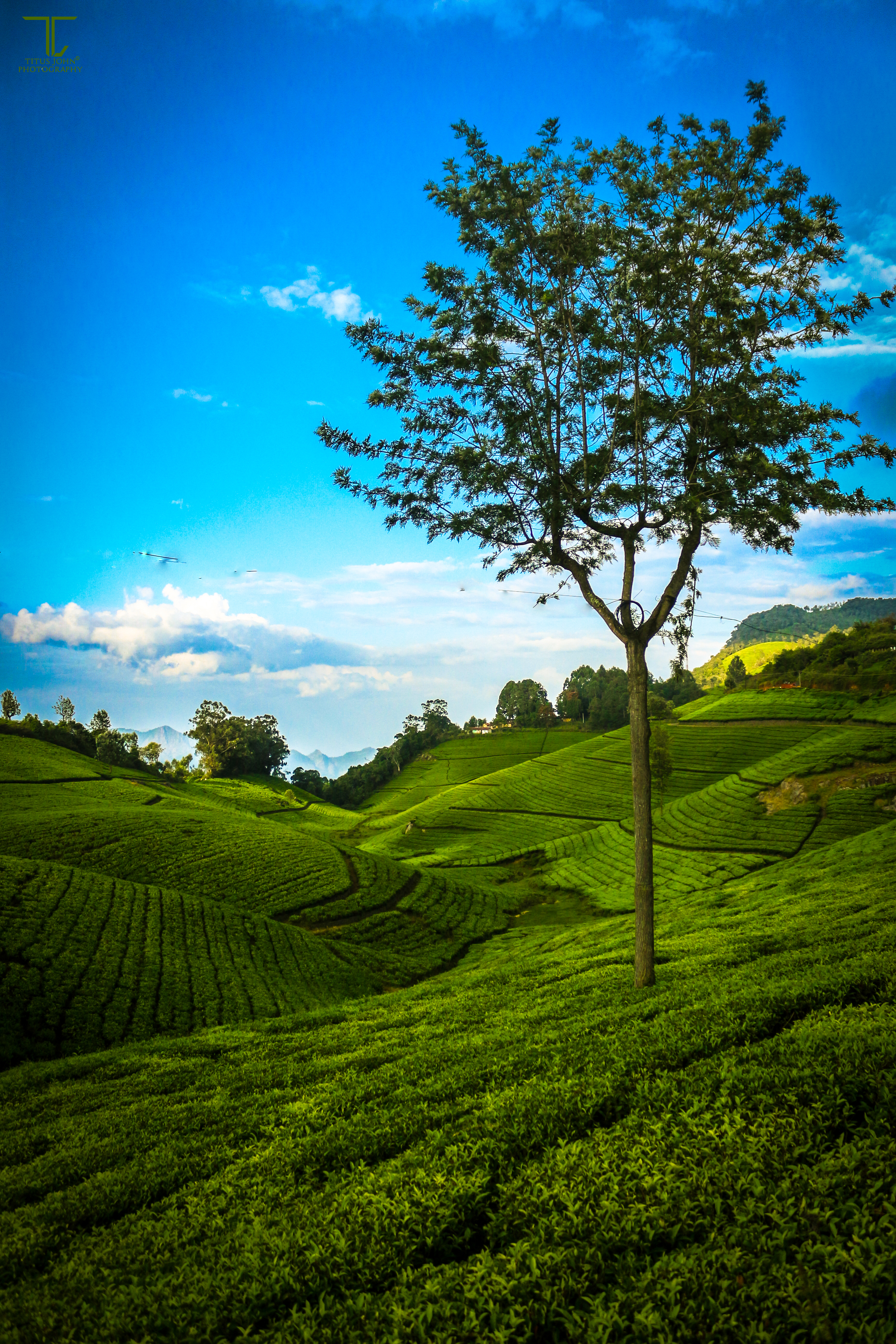
Čajová plantáž, Coonoor, Nílgiri

Nilgiri je tmavý silně aromatický čaj z hor jižní Indie. Pěstuje se v nadmořské výšce 800 až 2 000 metrů, na svazích pohoří Nílgiri ve svazovém státě Tamilnádu a v mnoha jiných částech jižní Indie, včetně svazového státu Munnar, střední oblasti bývalého státu Travankúr, nebo ve svazovém státě Kérala.
Největším odběratelem byl Sovětský svaz, po jeho zániku již tento druh čaje nenašel ve světovém obchodě významnou roli.
Nilgiri je díky nízkému obsahu tříslovin snadno stravitelný. Kromě toho nehořkne jako jiné odrůdy čaje. Je osvěžující, vysokohorského typu, svinutý do podoby hnědočerných lístků, vytvářející jiskřivý červenohnědý nálev.[zdroj⁠?!]